# Corcolilla

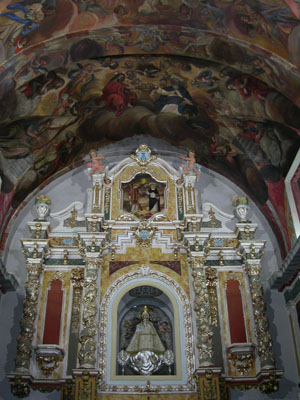
Vista de la Iglesia de Corcolilla

Corcolilla es una aldea perteneciente a Alpuente en la comarca de Los Serranos (Valencia), situada a 1000 m de altitud sobre el nivel del mar.  

## Localización
Dentro del término municipal de Alpuente, se encuentra a 8 kilómetros al noreste del casco urbano, se puede llegar por la carretera CV-350 de la Yesa a Arcos de las Salinas (Teruel) y posteriormente cogiendo la CV-359 a la izquierda. Tiene en sus alrededores una considerable extensión destinada al cultivo de cereales, almendros, vino y hortalizas.

## Demografía
La población ha descendido hasta 81 habitantes. Fue durante muchos años llamada "La Capitaleta" por ser la aldea más grande del término municipal de Alpuente. Hoy en día la villa es la primera aldea en número de habitantes. En los fines de semana y periodos vacacionales hay presencia de personas que utilizan segundas residencias. En verano, la población llega a cuadruplicarse.  
Llegó a tener escuela, supermercado, horno, bar, carnicería, etc. Con la construcción de un colegio en la Villa de Alpuente, los niños son trasladados allí diariamente en autobús. El cementerio cerró y sus difuntos fueron trasladados al cementerio municipal de la Villa. La red de aguas ha sido mejorada, aunque no se encuentra acabada.
| 1981 | 2005 | 2010 |
| ---- | ---- | ---- |
| 147  | 116  | 81   |

## Historia
Es destacable la Iglesia en honor a San Bernabé y a los santos Abdón y Senén. También se encuentra la imagen de la Virgen de Consolación, patrona de la Villa de Alpuente, pero venerada en Corcolilla.
Cercano al núcleo urbano, en el monte de "El Calvario", hay unas verónicas que representan el calvario de Jesús y a escasos metros se encuentra "La Parada de la Virgen", una fuente rodeada de Chopos donde se recitan los "dichos" a la Virgen cada tres años. 
El agua es buena y abundante para el servicio de los vecinos y el riego de los huertos que circundan la aldea.
En las noches de verano es típico salir después de cenar a la "fresca", donde los vecinos sacan las sillas a la puerta de sus casas en la calle y se juntan con otros vecinos y veraneantes a charlar hasta la hora de dormir.

## Historia de Nta. Sra. de Consolación
La imagen de esta Virgen, es una escultura mariana medieval, en talla policromada que data del siglo XIII, que contiene una reliquia de San Juan Bautista. Se trata de una de las imágenes más antiguas de la Comunidad Valenciana. Según la tradición la imagen fue hallada sobre el año 1614 en el antiguo cementerio contiguo a la parroquia de Alpuente y no fue hasta 1616 cuando la imagen se trasladó a Corcolilla.
Cada 3 años, en el tercer jueves del mes de mayo se celebra una romería en la que se lleva la imagen de San Blas hasta la aldea de Corcolilla y se baja la imagen de la Virgen de Consolación a Alpuente, donde permanecerá hasta el tercer viernes de agosto del mismo año. A un kilómetro aproximadamente, antes de llegar la aldea de Corcolilla, en un lugar conocido como la “Parada de la Virgen” se recitan los versos (dichos) y con posterioridad después de la procesión vespertina que tiene lugar por las calles de la aldea, se vuelven a recitar los mismos “dichos”. Cumpliendo la tradición, los niños del pueblo le recitan "los dichos" ataviados con un traje muy especial. Estos son los ángeles, niños de entre cinco y ocho años que visten una falda azul, camisa blanca , diversas cintas y adornos y alas de papel rizado y plumas. Todos los niños acaban siempre sus poesías con esta frase: “Viva La Virgen de Consolación”, y el pueblo a coro responde "Viva".

## Instalaciones y alrededores
Corcolilla dispone de un típico Frontón en el cual se encuentra adosado a una de las paredes de la iglesia parroquial donde los jóvenes y no tan jóvenes disfrutan practicando este deporte. Dentro de las fiestas patronales, se disputa un afamado torneo de frontenis, en él se pueden ver disputadísimos partidos de frontón con la dificultad añadida del salto de pelota donde elija la misma. 
La vida social de Corcolilla se realiza en dos lugares principalmente; en invierno al calor del sol en la puerta del garaje de Bernabe jugando a las cartas o parchís y en verano, en la plaza del , allí pasan las tardes fresquitas/os entre amigos. 
Bajo del bar se encuentra el lavadero, lugar de reunión veraniego de los más pequeños (y a veces no tan pequeños). Junto a este se encuentra la fuente, por la que mana agua fresca por su caño durante todo el año. Además cabe señalar que en Corcolilla no se echa a perder el agua, porque el agua de la fuente es reutilizada para un lavadero y después la que sobra va a parar a un depósito de riego.

## Fiestas
Sus fiestas se celebran el segundo fin de semana de mayo, en honor a la Virgen de la Rosa, el 11 de junio en honor a San Bernabé y el 29 de abril a San Pedro Mártir.
Las fiestas de los veraneantes el segundo fin de semana de agosto con su tradicional concurso de paellas, orquestas, juegos populares, chocolatá, vuelta al cerro, vuelta a la aldea, concurso de pasodobles...
Las fiestas llamadas “GORDAS” se celebran cada tres años, con motivo de los traslados de la Virgen Nuestra Señora de la Consolación.

### Quintos
Se celebra la semana siguiente a Pascua. Es tradicional que en las Aldeas de Alpuente se realicen pasacalles, cenas y bailes. Para sufragar estos gastos los quintos piden la voluntad a habitantes y veraneantes.